# Razzo a propellente liquido

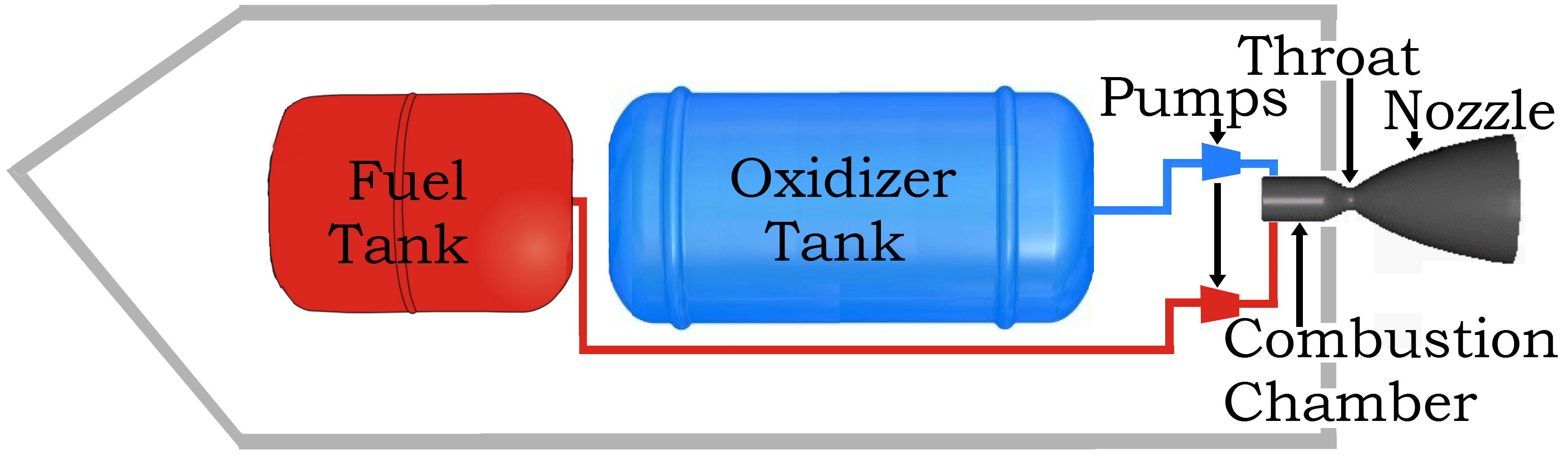
Schema di un razzo a propellente liquido

Un razzo a propellente liquido è un endoreattore chimico che impiega propellenti in forma liquida.
A seconda del numero di propellenti impiegato, è possibile distinguere razzi a monopropellente, bipropellente o anche tripropellente. I razzi a bipropellente impiegano generalmente un carburante e un ossidante liquidi. I propellenti liquidi vengono anche impiegati in razzi ibridi, dove sono combinati con propellenti solidi o gassosi per sfruttare i rispettivi vantaggi dei diversi sistemi.

## Storia

Robert Goddard, nel freddo inverno del New England del 16 marzo 1926, a fianco al supporto per il lancio della sua più famosa invenzione — il primo razzo a propellente liquido

L'idea di un razzo con propellente liquido, come concepita nel contesto moderno, appare per la prima volta nel libro intitolato "L'esplorazione dello spazio cosmico attraverso dispositivi a reazione", (in russo Исследование мировых пространств реактивными приборами?), di Konstantin Ėduardovič Ciolkovskij, pubblicato nel 1903.
L'unico esperimento noto con motori a propellente liquido nel XIX secolo è stato compiuto dallo scienziato peruviano Pedro Paulet. Egli tuttavia non pubblicò immediatamente i suoi risultati, ma solo nel 1927 scrisse una lettera ad un quotidiano di Lima, affermando di aver sperimentato un motore a propellente liquido mentre era studente a Parigi tre decenni prima. Gli storici della missilistica, tra cui Max Valier e Willy Ley, hanno dato diverse interpretazioni alla lettera di Paulet. Lo scienziato descrisse dei test di laboratorio con propulsori a propellente liquido, ma non affermò di aver fatto volare un razzo con un tale motore.
Il primo volo di un razzo di questo tipo avvenne il 16 marzo 1926 ad Auburn (Massachusetts), quando il professore statunitense Robert Goddard lanciò un razzo che impiegava ossigeno liquido e benzina. Il razzo, chiamato "Nell", raggiunse un'altezza di 41 piedi (12 m) in 2,5 secondi, per finire in una piantagione di cavoli. Ciononostante, fu un'importante dimostrazione della possibilità di impiego di propellenti liquidi. Dopo Goddard, razzi a propellente liquido furono lanciati da Hermann Oberth nel 1929 e Sergej Pavlovič Korolëv nel 1933; questi razzi usarono rispettivamente etanolo e ossigeno liquido e gel di gasolio e ossigeno liquido. Durante la Seconda guerra mondiale, Wernher von Braun progettò il razzo V2, da cui negli anni cinquanta furono sviluppati i primi razzi militari e spaziali.

## Principio di funzionamento
I razzi a propellente liquido offrono impulsi specifici più elevati dei razzi a propellente solido o ibrido, e al contrario di questi ultimi consentono la modulazione della spinta in tempo reale, un buon controllo del rapporto di miscela e possono essere spenti e riavviati anche più volte nel corso di una stessa missione. Inoltre possono essere testati prima dell'impiego operativo, permettendo di evidenziare e correggere eventuali malfunzionamenti. Un singolo razzo a propellente liquido può essere utilizzato per più missioni, come nel caso dello Space Shuttle o del Falcon 9. 
A differenza dei gas, i tipici propellenti liquidi in genere hanno una densità di 0,7 - 1,4 g/cm³ (tranne l'idrogeno liquido, che ha una densità molto inferiore,  pari a 0,071 g/cm³), e richiedono una modesta pressione all'interno del serbatoio (generalmente 10–50 psi, ovvero0,69–3,45 bar) per evitare la vaporizzazione e per ridurre la possibilità di cavitazione nelle turbopompe. Una densità elevata è preferibile perché consente di contenere il volume dei serbatoi in cui i propellenti sono immagazzinati, mentre la bassa pressione all'interno permette di ridurre lo spessore delle pareti di tali serbatoi. L'impiego di serbatoi leggeri è essenziale in un vettore spaziale; per esempio, in una tipica immissione in orbita terrestre la frazione della massa di propellente rispetto alla massa al decollo può raggiungere anche l'80%, pertanto i serbatoi possono raggiungere dimensioni notevoli e diventare una frazione considerevole della massa strutturale dell'intero razzo. Attualmente si utilizzano serbatoi con una massa pari all'1% del contenuto per i propellenti più densi e circa al 15% per l'idrogeno liquido (dovuto sia alla bassa densità dell'idrogeno che alla massa di isolante con cui il serbatoio va ricoperto).
L'iniezione nella camera di combustione richiede una pressione del propellente superiore a quella della camera nei pressi degli iniettori. Questa pressione di solito viene generata con delle turbopompe, scelte per la loro potenza e leggerezza, mentre in passato sono state impiegate anche pompe volumetriche. L'alimentazione delle turbopompe può essere gestita con diversi cicli termodinamici. 
In alternativa all'utilizzo di pompe è possibile pressurizzare i serbatoi dei propellenti a pressioni molto elevate, e gestire l'efflusso di questi in camera di combustione mediante la regolazione di valvole. Così facendo si risparmia il peso e la complessità delle turbopompe, a scapito però di serbatoi più pesanti, le cui pareti devono essere più spesse per resistere alle maggiori pressioni, e della massa aggiuntiva dovuta alla presenza di un serbatoio di gas pressurizzante (generalmente elio). Per questi motivi, un sistema pressurizzato risulta conveniente solo per motori che offrono bassa spinta e basso impulso totale, come i motori impiegati per il controllo di assetto di un velivolo spaziale.
In ogni caso, i propellenti vengono immessi in camera di combustione da appositi iniettori che devono garantire la vaporizzazione e il miscelamento dei propellenti, possibilmente con ridotte perdite di pressione. A seguito del miscelamento, i propellenti partecipano alla combustione, generando una miscela di gas con temperature molto elevate che viene accelerata dall'ugello supersonico ed espulsa, generando così la spinta.

A causa delle elevate temperature raggiunte durante la combustione (anche oltre i 3000 °C), abbondantemente superiori alle temperature di esercizio dei materiali impiegati, è necessaria la presenza di un sistema di protezione termica per le pareti della camera di combustione e per l'ugello.

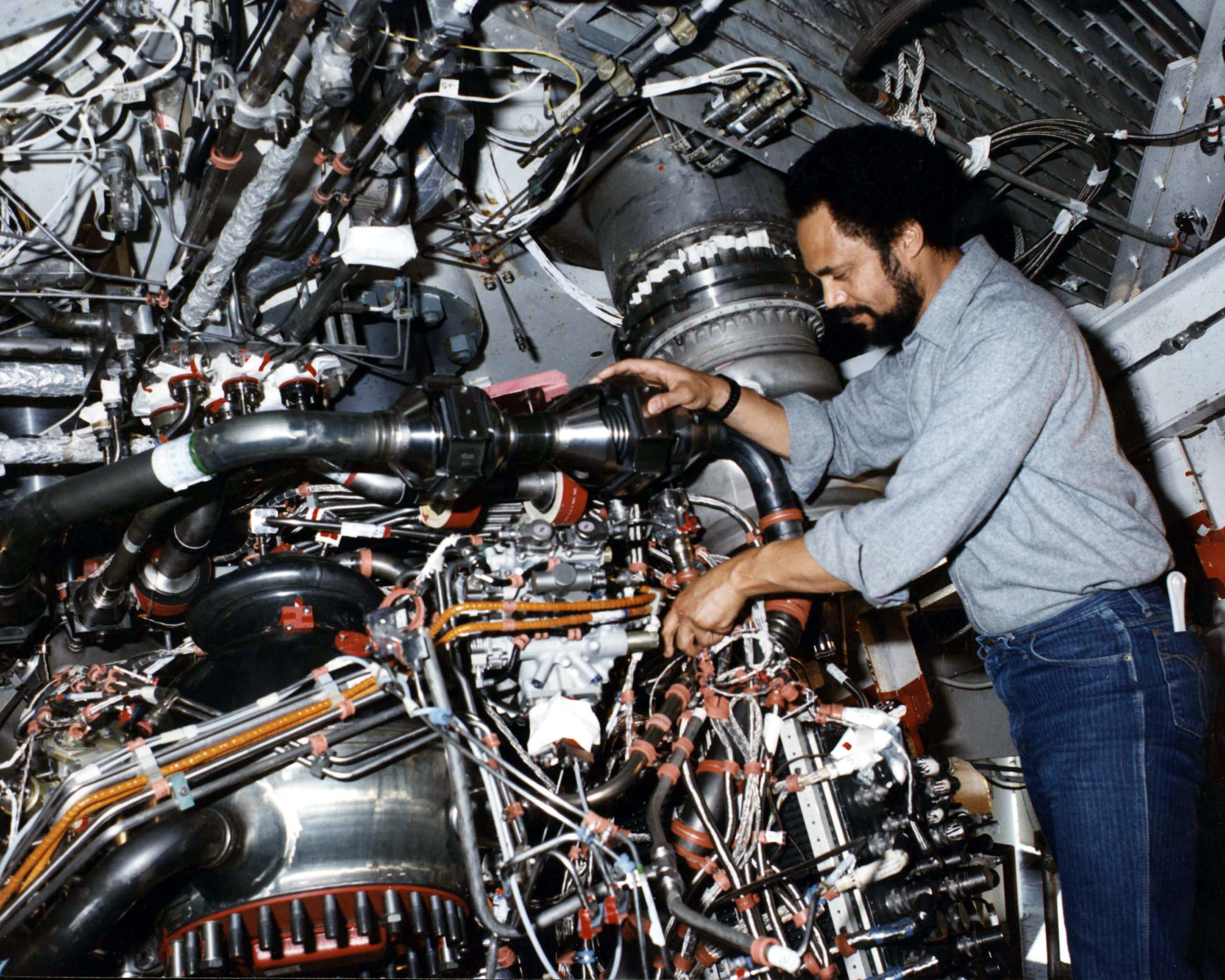
I razzi a bipropellente liquido sono concettualmente semplici ma complessi nella pratica a causa delle bassissime temperature e delle parti in movimento ad alta velocità

L'impiego dei propellenti liquidi è associato ad alcuni inconvenienti:
- poiché il propellente costituisce una parte molto grande della massa del veicolo, il centro di massa si sposta in modo significativo verso il retro del velivolo mentre il propellente viene consumato, con il rischio di perdere il controllo del velivolo.
- i propellenti liquidi sono soggetti a sciabordio all'interno dei serbatoi, situazione che complica ulteriormente il controllo del velivolo.[6]
- quando il velivolo si trova all'interno dell'atmosfera, la pressione interna dei serbatoi deve essere sufficiente ad evitare il collasso dei serbatoi stessi.
- all'accensione del motore in condizioni di microgravità c'è il rischio che le pompe dei propellenti risucchino anche i gas presenti nel serbatoio. Per evitare questa situazione, appena prima dell'ignizione si utilizza un piccolo razzo a propellente solido che accelera il velivolo e consente ai liquidi di depositarsi sul fondo del serbatoio, ben separati dai gas.[7]
- i propellenti liquidi (specialmente l'idrogeno) possono fuoriuscire, formando miscele esplosive.
- le turbopompe sono complesse da progettare, e possono soffrire di seri malfunzionamenti.
- i propellenti criogenici, come l'ossigeno liquido, raffreddano il vapore acqueo atmosferico in cristalli di ghiaccio molto duri, che possono danneggiare o bloccare i sigilli e le valvole, causando perdite e altri inconvenienti. Per evitare questo problema sono richieste lente procedure di rimozione del vapore dal sistema. Anche il ghiaccio che si deposita sull'esterno del razzo, o la schiuma isolante possono causare danneggiamenti, come il Disastro dello Space Shuttle Columbia. I propellenti non criogenici non causano queste problematiche.
- i razzi che utilizzano propellenti non-immagazzinabili richiedono molti preparativi prima del lancio, il che li rende poco pratici rispetto a quelli a propellente solido, specialmente in ambito militare.
- alcuni propellenti, come i derivati dell'idrazina e il tetrossido di diazoto, sono tossici o cancerogeni.

## Propellenti

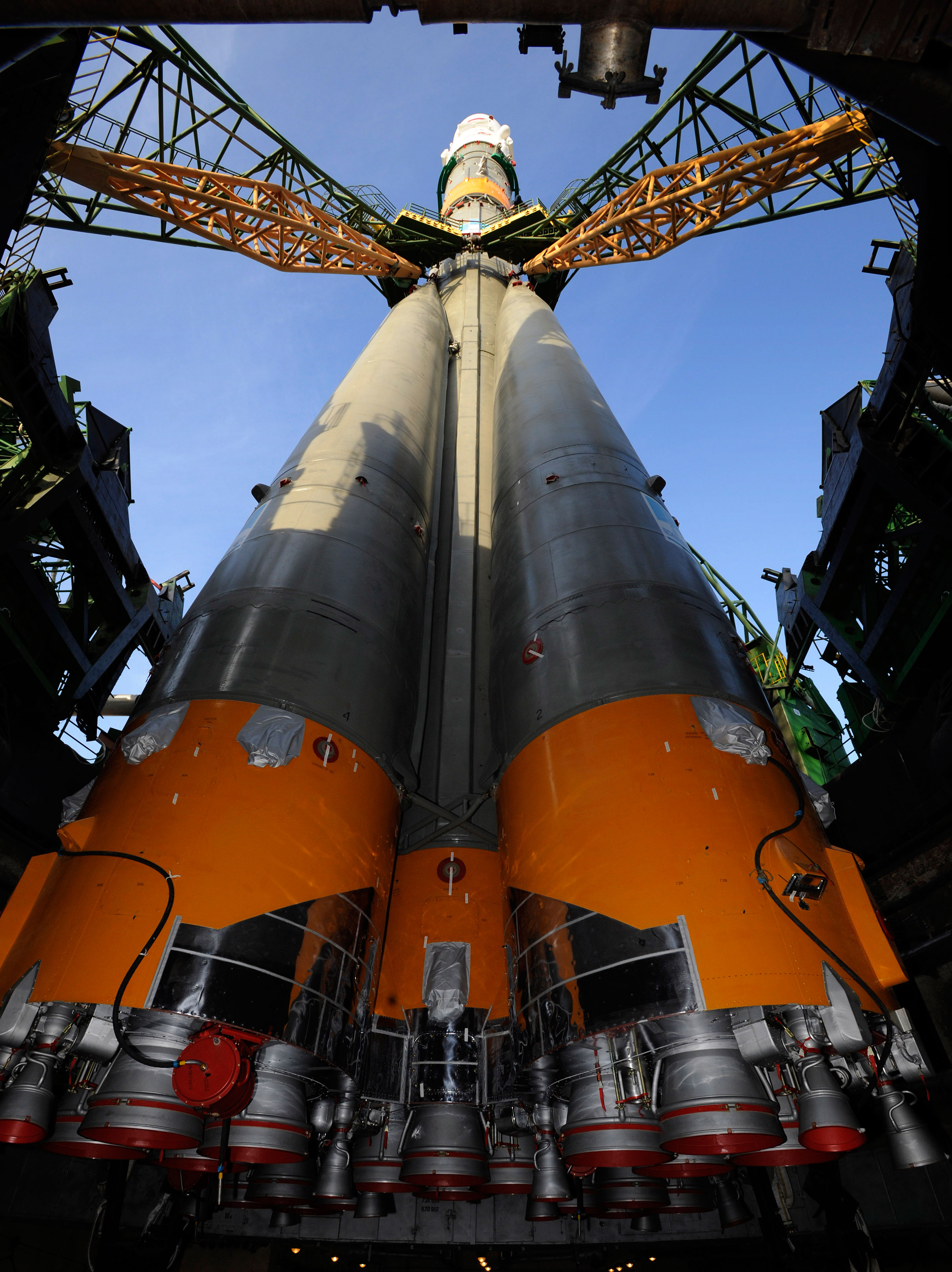
Un Sojuz TMA-13

Nei razzi a bipropellente, in passato sono state provate migliaia di combinazioni di combustibili e ossidanti. Alcune di esse sono:
- ossigeno liquido (O2) / idrogeno liquido (H2) — impiegato nei propulsori dello Space Shuttle, nello stadio primario dell'Ariane 5 e nel secondo stadio dell'Ariane 5 ECA, nel primo stadio del razzo Delta IV, nello stadio superiore dei razzi Saturn V, Saturn IB, Saturn I e nello stadio Centaur.
- ossigeno liquido / kerosene — impiegato nel primo stadio del Saturn V, nei razzi Zenit e nella famiglia dei booster sovietici R-7 Semërka. Impiegato nel lanciatore Sojuz, nei razzi Delta, negli stadi primari del Saturn I e del Saturn IB, nella famiglia di razzi Titan I e nei razzi Atlas.
- ossigeno liquido / metano — impiegato nel primo stadio del Vulcan, nella Starship, nel razzo New Glenn, nel motore europeo Prometheus e nel vettore russo Amur.
- ossigeno liquido (O2) / etanolo (C2H6O) — impiegato nei primi razzi a propellente liquido, come i razzi V2 tedeschi nella Seconda guerra mondiale e il PGM-11 Redstone.
- T-Stoff (perossido d'idrogeno H2O2) / C-Stoff (metanolo CH3OH e idrato di idrazina N2H4•n(H2O)) — impiegato nel motore Walter Werke HWK 109-509 del Messerschmitt Me 163B Komet, un aereo con propulsione a razzo della Seconda guerra mondiale.
- acido nitrico (HNO3) / kerosene — impiegato nel razzo sovietico Scud-A, noto come SS-1
- acido nitrico fumante rosso inibito (IRFNA), HNO3 + N2O4) / dimetilidrazina asimmetrica (CH3)2N2H2) — razzi sovietici Scud-B, -C, -D, chiamati anche SS-1-c, -d, -e
- acido nitrico e tetrossido di diazoto (HNO3, N2O4) / miscela benzina-kerosene — vari missili balistici russi risalenti alla guerra fredda, missile iraniano Shahab-5, missile nordcoreano Taepodong-2
- perossido d'idrogeno (H2O2) / kerosene — Black Arrow inglese, BA-3200 statunitense
- idrazina/acido nitrico — razzo antiaereo Nike Ajax
- aerozina 50 / tetrossido di diazoto (N2O4) — razzi Titan 2-4, modulo lunare Apollo, modulo di servizio Apollo, sonde interplanetarie come Voyager 1 e Voyager 2.
- dimetilidrazina asimmetrica / tetrossido di diazoto — razzo Proton e altri razzi sovietici
- monometilidrazina (CH3) HN2H2/N2O2 / tetrossido di diazoto  — Orbital maneuvering system e Reaction control system dello Space Shuttle

Una delle combinazioni più efficienti, ossigeno ed idrogeno, ha lo svantaggio di richiedere temperature estremamente basse per mantenere i due elementi in forma liquida (attorno a 20 K, -253 °C) e l'idrogeno possiede una densità bassa (70 kg/m³). Queste caratteristiche richiedono l'impiego di serbatoi grandi e pesanti. L'impiego di schiuma isolante ha causato diversi problemi allo Space Shuttle, culminati nel disastro dello Space Shuttle Columbia, dove un frammento di schiuma isolante si staccò durante il lancio danneggiando in modo catastrofico lo scudo termico dell'orbiter.
Per i missili ICBM e le sonde interplanetarie, l'immagazzinamento dei propellenti criogenici per lunghi periodi di tempo è costoso e problematico. Nei missili a scopo militare, negli anni cinquanta si cercò di ovviare all'inconveniente usando come ossidante l'acido nitrico al posto dell'ossigeno liquido, ma era instabile, sviluppava vapori tossici e corrodeva i recipienti, così venne miscelato con il tetrossido di azoto e una piccolissima quantità di acido fluoridrico, rendendolo più stabile. A partire dagli anni sessanta si cominciarono ad impiegare idrazina e ossidi di azoto, ma l'idrazina è un composto chimico molto corrosivo, volatile e tossico. Di conseguenza, nei vettori privati a basso budget vengono impiegate soluzioni ibride. Anche la combinazione kerosene/ossigeno è una scelta affidabile ed economica per applicazioni commerciali aerospaziali.

## Iniettori

### Tipi di iniettori
Gli iniettori possono essere semplici, addirittura sotto forma di fori di piccolo diametro posti secondo una certa disposizione. La velocità del flusso è determinata dalla radice quadrata del calo di pressione attraverso gli iniettori, dalla forma del foro e altri fattori come la densità del propellente.
I primi iniettori impiegati sui razzi V-2 creavano getti paralleli di carburante ed ossidante che successivamente bruciavano nella camera. Questa soluzione era poco efficiente.
Al giorno d'oggi gli iniettori consistono di un gruppo di piccoli fori che dirigono dei getti di carburante ed ossidante in modo da farli collidere in un punto dello spazio a breve distanza dall'iniettore stesso. In questo modo i flussi si rompono in piccole goccioline che bruciano più facilmente.
I propulsori principali dello Space Shuttle impiegano degli iniettori a flauto, che utilizzano il relativo 'calore' dell'ossigeno liquido per vaporizzare l'idrogeno e migliorare il flusso e la stabilità del processo di combustione; i propulsori precedenti, come l'F-1 utilizzato nel programma Apollo aveva problemi significativi per la presenza di oscillazioni che determinavano anche la distruzione dei propulsori. La soluzione progettuale nello Space Shuttle ha permesso di risolvere questo problema.
Valentin Glushko inventò all'inizio degli anni trenta l'iniettore centrifugo, che è stato utilizzato quasi universalmente nei propulsori russi. Al liquido viene applicato un movimento rotativo (a volte anche ai due liquidi mescolati assieme) ed espulso attraverso un piccolo foro dove forma un flusso a forma di cono che atomizza rapidamente il liquido.

### Stabilità di combustione
Per evitare instabilità, come le oscillazione a bassa velocità, il propulsore deve essere progettato con sufficiente differenza di pressione attraverso gli iniettori da rendere il flusso pressoché indipendente dalla pressione della camera. Normalmente si ottiene questo risultato con una differenza di almeno il 20% della pressione della camera.
Tuttavia, nei propulsori più grandi, possono presentarsi delle oscillazioni ad alta velocità nella combustione, e non sono ben comprese. Esse tendono a disgregare lo strato confinante del gas, causando il malfunzionamento del sistema di raffreddamento e la distruzione del propulsore. Questi tipi di oscillazione sono molto comuni nei motori più grandi, ed hanno causato problemi nello sviluppo del Saturn V.
Alcune camere di combustione, come quella nei motori dello Space Shuttle impiegano dei risonatori di Helmholtz come meccanismi per smorzare alcune frequenze risonanti. Inoltre, per prevenire il problema, gli iniettori sono stati progettati per vaporizzare il propellente prima di essere iniettato nella camera di combustione. Anche se sono state adottate altre soluzioni per assicurare l'assenza di instabilità, alcune ricerche più recenti hanno mostrato che esse non sono necessarie, e che la combustione funziona in modo affidabile.
I test di stabilità comprendono spesso l'impiego di piccole cariche esplosive, che sono fatte detonate all'interno della camera durante il funzionamento del motore per creare una sollecitazione impulsiva. Esaminando la traccia di pressione della camera per esaminare la reazione al disturbo, è possibile stimare la stabilità e la eventuale riprogettazione della camera di combustione.

## Raffreddamento
Gli iniettori sono generalmente disposti in modo da creare uno strato ricco di carburante nei pressi della parete della camera di combustione. Esso riduce localmente la temperatura e si spinge verso il basso, attraverso l'ugello. In questo modo si può far funzionare una camera di combustione con una pressione superiore e di conseguenza di maggiore tasso di espansione nell'ugello ed un impulso specifico più elevato. Spesso viene utilizzato un sistema di raffreddamento rigenerativo.

## Accensione
L'accensione può essere effettuata in molti modi, ma è importante che il sistema di accensione sia affidabile ed efficace: un ritardo nell'accensione, anche per un periodo molto breve (a volte solo qualche decina di millisecondi), può causare una sovrapressione della camera a causa dell'eccesso di propellente. Questo fenomeno, detto anche "hard start", può causare l'esplosione del motore.
A volte sono impiegati blocchi di sicurezza per assicurare la presenza di una fonte di accensione prima dell'apertura della valvole principali, ma l'affidabilità dei blocchi può essere in alcuni casi inferiore a quella del sistema di accensione. Queste scelte dipendono dal grado di affidabilità richiesto, dovuto alla presenza di astronauti o dall'importanza del successo della missione. I blocchi sono impiegati raramente per gli stadi superiori senza equipaggio, dove il loro malfunzionamento potrebbe causare il fallimento della missione. Essi sono presenti sui propulsori dello Space Shuttle, per spegnere i motori prima del lancio della navetta. Inoltre, è sorprendentemente difficile verificare la presenza di un'accensione riuscita, ed alcuni sistemi impiegano cavi sottili che sono tagliati dalle fiamme, o sensori di pressione.
Alcuni sistemi di accensione includono mezzi pirotecnici, elettrici o chimici. I propellenti ipergolici hanno il vantaggio di auto-incendiarsi, in modo affidabile e con minori possibilità di fenomeni come gli "hard start". Negli anni quaranta, i russi iniziarono ad avviare i propulsori con propellente ipergolico, per poi alimentare il motore con il propellente primario dopo l'accensione. Questo approccio è stato usato anche negli Stati Uniti per il motore F-1.